# Chernobyl Diaries
Chernobyl Diaries (br: Chernobyl) é um filme de suspense e terror estadunidense de 2012 estrelado por Jesse McCartney, Jonathan Sadowski, Devin Kelley, Olivia Taylor Dudley, Nathan Phillips, Ingrid Bolsø Berdal e Dimitri Diatchenko. O filme, que foi co-produzido e dirigido por Bradley Parker, usa o acidente nuclear de Chernobil de 1986 como pano de fundo. Foi filmado em locações na Hungria e na Sérvia.

## Enredo
Chris, sua namorada Natalie e sua amiga em comum, Amanda, são três jovens americanos que estão viajando pela Europa. Eles param em Kiev, na Ucrânia, para visitar o irmão de Chris, Paul, antes de seguir para Moscou, na Rússia, onde Chris pretende pedir Natalie em casamento.
Paul sugere que eles façam um passeio na cidade de Pripyat, um lugar abandonado que fica à sombra da Usina Nuclear de Chernobyl. Chris é contra ir nesse passeio e prefere manter o plano original de ir à Moscou, mas Paul insiste. Eles encontram e contratam um guia de turismo chamado Uri, que também é contratado por um casal de mochileiros: a norueguesa Zoe e o australiano Michael. Uri leva-os através da Ucrânia, antes de chegarem a um posto de controle da Zona de Exclusão de Chernobyl, onde é recusada a entrada pelos militares ucranianos. Ele então os leva para uma entrada alternativa que descobriu anos atrás.
O grupo pára em um rio onde Uri aponta um grande peixe mutante aparentemente capaz de viver em terra; enquanto voltam para sua van, vários outros peixes mutantes são vistos. O grupo está preocupado com o envenenamento da radiação, mas Uri garante sua segurança com um medidor de radiação. Depois de passar algumas horas explorando, Uri os leva para o andar superior de um prédio de apartamentos e mostra a usina nuclear de Chernobyl no horizonte próximo. Depois de ouvirem ruídos no outro extremo do apartamento, os turistas descobrem um urso escondido, que nada o faz.
O grupo se prepara para deixar Pripyat, mas Uri descobre que os fios de sua van foram aparentemente mastigados. Ele tenta pedir ajuda por rádio, sem sucesso. Quando a noite cai, o grupo decide se deve caminhar até um posto de controle nas proximidades, que fica há cerca de 20 km, ou ficar ali e aguardar ajuda. De repente, ruídos estranhos são ouvidos do lado fora, onde Uri e Chris saem para investigar. Tiros são ouvidos e Paul vai verificar, apenas para retornar com Chris, cuja perna foi gravemente ferida, e afirma que Uri foi levado. Os turistas decidem passar a noite no veículo trancado, quando são atacados por cães.
No dia seguinte, Paul, Michael e Amanda saem para procurar Uri. Eles seguem um rastro de sangue até um refeitório abandonado e encontram o corpo mutilado do guia. Eles pegam sua arma e são perseguidos por uma criatura pelo prédio antes de voltarem para a van. Amanda verifica sua câmera e uma das fotos mostra uma criatura humanoide na janela de um dos apartamentos. Natalie fica com o Chris na van enquanto os outros começam a caminhada até o posto de controle.
Durante a caminhada, Paul, Amanda, Michael e Zoe encontram um cemitério de veículos e peças para consertar para a van. No caminho de volta, eles são perseguidos por cães e atacados por peixes mutantes ao atravessarem um riacho. A noite cai quando o grupo retorna à van, apenas para encontrá-la tombada e destruída. Eles encontram a câmera de vídeo de Natalie, mostrando que ela e Chris foram atacados e capturados por mutantes humanoides. Enquanto procura os dois dentro de um prédio antigo, o grupo é perseguido por mais mutantes. Durante a sua fuga, Natalie é encontrada e resgatada, mas quando o grupo se distrai com uma jovem misteriosa, Natalie é capturada novamente. O resto do grupo é seguido por uma horda de mutantes e forçados a recuar. Enquanto fogem por uma passagem subterrânea, Michael é capturado. Ao continuarem, eles encontram o anel de noivado de Chris para Natalie, mas sem nenhum sinal de Chris. Ao subir uma escada, uma gangue de mutantes arrasta Zoe de volta, forçando Amanda e Paul a deixá-la para trás, emergindo da passagem bem ao lado do núcleo do reator exposto. Paul nota que os altos níveis de radiação estão lhe causando bolhas na pele. Eles encontram o corpo de Natalie pouco antes de serem confrontados por alguns de seus atacantes mutantes. Lutando contra eles, os dois sobreviventes encontram forças militares ucranianas do lado de fora do prédio do reator. Cego pela radiação, Paul tropeça em direção aos soldados, que o matam.
Amanda cai inconsciente e depois acorda em uma maca. Vários médicos, em roupas de proteção, informam que ela está em um hospital e que irão ajudá-la. Os médicos revelam que as "criaturas" foram pacientes que escaparam, e depois de perceber que Amanda "sabe demais", a jogam em uma cela escura que é invadida pelos pacientes recapturados.

## Elenco
- Jesse McCartney como Chris
- Jonathan Sadowski como Paul
- Devin Kelley como Amanda
- Olivia Taylor Dudley como Natalie
- Nathan Phillips como Michael
- Ingrid Bolsø Berdal como Zoe
- Dimitri Diatchenko como Uri

## Lançamento
O filme, produzido pela Alcon Entertainment e distribuído pela Warner Bros., foi lançado na Rússia, no Canadá, na Bulgária e nos EUA em 25 de maio de 2012, e no Brasil, no dia 13 de julho do mesmo ano. Teve seu lançamento oficial no Reino Unido em 22 de junho.

### Home media
Chernobyl Diaries foi lançado em DVD e blu-ray em 16 de outubro de 2012.

## Recepção
Antes do lançamento do filme, o Friends of Chernobyl Centers, EUA alegou que o enredo do filme era insensível àqueles que morreram e àqueles que feriram-se no acidente, também o filme continha eventos sensacionalistas que tiveram "consequências humanas trágicas" Em resposta, o produtor Oren Peli disse que seu filme foi realizado com o maior respeito pelas vítimas e que o órgão israelita Chabad's Children of Chernobyl lhe escreveu uma carta expressando sua "admiração" e "renome" por sua criação. Apesar desta afirmação, outros descreveram o filme como uma "porcaria sem enredo de pornô desastroso" citando o órgão britânico Chernobyl Children Lifeline, que o descreve como "nojento".